# Brug 113
Brug 113 is een vaste brug in Amsterdam-Oost, Watergraafsmeer.
De brug over een duiker is gelegen in de Middenweg, net te zuiden van de Kruislaan. De duiker vormt de verbinding tussen twee waterstromen. Een daarvan is een ringsloot rond De Nieuwe Ooster, genaamd Molenwatering, ten westen van de Middenweg. De ander is een ringsloot rond een terrein vol met sportvelden. Nog geen meter ten westen van deze brug/duiker ligt opnieuw een duiker, deze is met een blauw bord aangegeven. 
De Middenlaan en Kruislaan zijn eeuwenoude aanduidingen binnen de voormalige polder en gemeente Watergraafsmeer. De Middenlaan loopt daarbij van noordwest naar zuidoost; de Kruislaan van zuidwest naar noordoost. In 1921 nam de Amsterdam de gemeente Watergraafsmeer over en in de jaren daaropvolgend vormde de Kruislaan in wezen de grens van de bebouwing. Aan de zuidkant lagen uitgestrekte sportvelden en alleen de Middenweg doorsneed de leegte. 
Tot 1939 reed hier de Gooische Tramweg-Maatschappij die op zondagen dat AFC Ajax speelde, sinds 9 december 1934 in Stadion De Meer, extra ritten reed, dit omdat dat onverwachte drukte met zich mee bracht. Na het verdwijnen van de motortram en het gereed komen van de Spoorwegwerken Oost kon Tramlijn 9 in 1940 worden doorgetrokken over de Middenweg, in eerste instantie nog tot aan een kopeindpunt, liggend ten noorden van de Kruislaan, maar enkele maanden later naar een kopeindpunt bij Betondorp.
De duiker dateert echter uit veel later tijd. De polder ten zuiden van de Kruislaan werd volgebouwd, de Middenweg en Kruislaan werden de doorvoerroutes in dit gebied. Voor de waterhuishouding was het noodzakelijk om de twee ringsloten met elkaar te verbinden, daarbij moest rekening gehouden worden met de inmiddels 20 meter brede Middenweg, waar bovendien tramlijn 9 nog steeds over reed. De beide zijden afgetraliede duiker uit 1955/1956 is inmiddels bijna geheel in de weg opgegaan, alleen aan de zeer sobere leuningen is te zien dat hier een bouwwerk ligt. Aan de zuidoost kant ligt nog een terrasje. De constructie bestaat uit blokken met een hardstenen sluitsteen daarboven op.

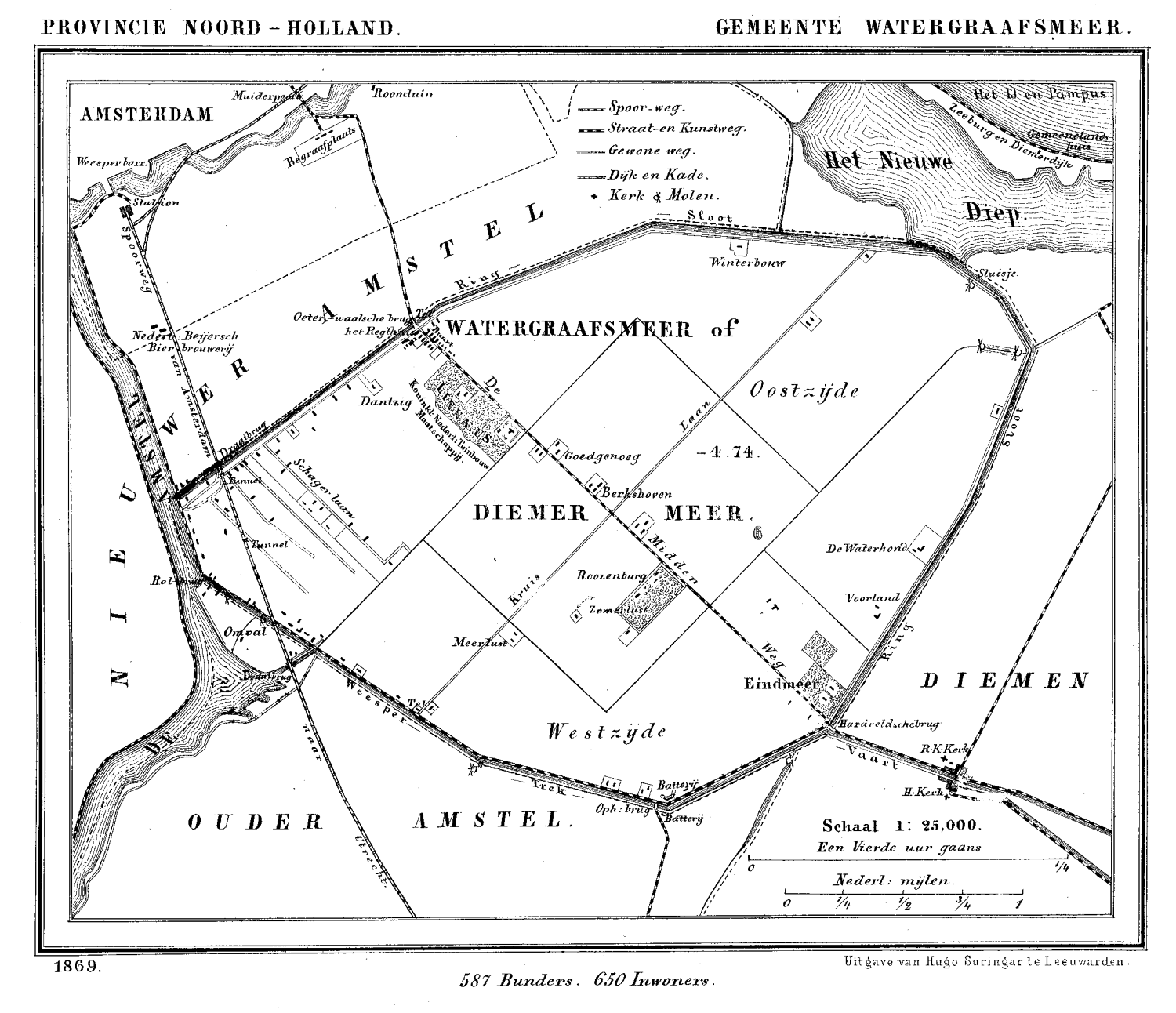
Een onbebouwde Watergraafsmeer in 1869 met Middenweg en Kruislaan

<<< · 100 · 101 · 102 · 103 ·  105 · 106 · 107 · 108 · 109 ·  110 · 111 · 112 · 113 · 114 · 115 · 116 · 117 · 118 · 119 · 120 · 121 · 122 · 123 · 124 · 125 · 126 · 127 · 128 · 129 · 130 · 131 · 132 · 135 · 136 · 137 · 138 · 139 · 140 · 141 · 142 · 143 · 144 · 145 · 146 · 147 · 148 · 149 ·  150 · 151 · 152 · 155 · 156 · 159 · 160 · 161 · 162 · 163 · 164 · 165 · 166 · 167 · 168 · 169 ·  170 · 171 · 172 · 173 · 174 · 175 · 176 · 177 · 178 · 179 · 180 · 181 · 182 · 183 · 184 · 185 · 186 · 187 · 189 · 190 · 191 · 192 · 193 · 194 · 195 · 196 · 198 · 199 · >>>
Brugnummers 104, 133, 134, 153, 154, 157, 158, 188 en 197 zijn niet (meer) in gebruik.